# Chris Rennard, Baron Rennard

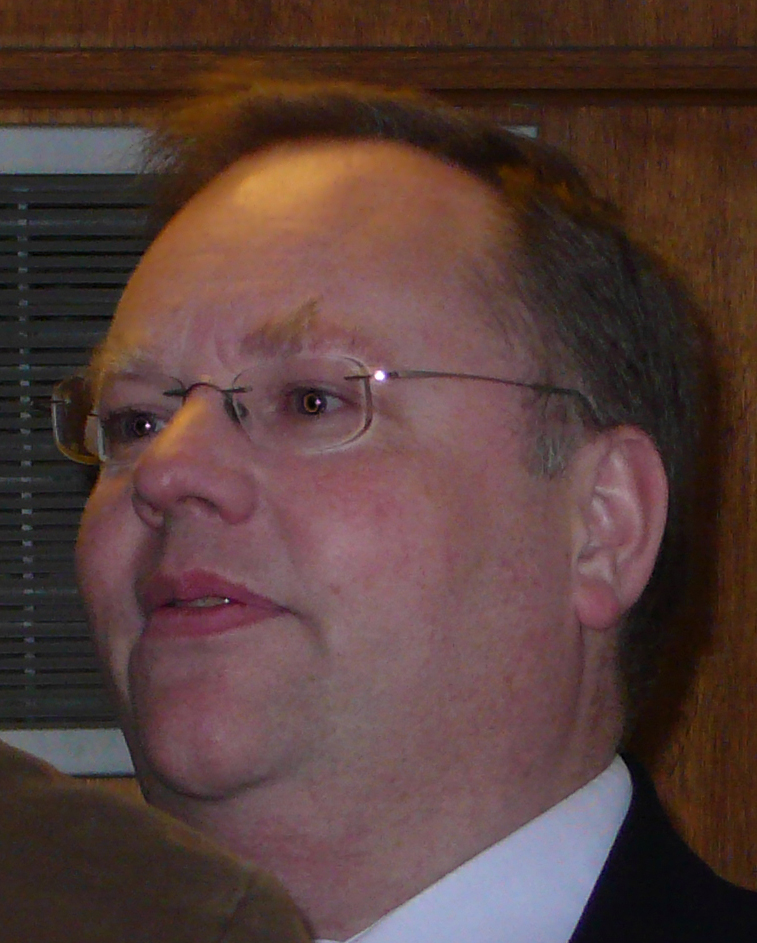
Chris Rennard, Baron Rennard

Christopher John Rennard, Baron Rennard MBE (* 8. Juli 1960 in Liverpool) ist ein britischer Funktionär und Politiker der Liberal Party sowie jetzt der Liberal Democrats, der seit 1999 als Life Peer Mitglied des House of Lords ist.

## Leben
Chris Rennard ist eines von drei Kindern seiner Eltern. Sein Vater starb, als er drei Jahre alt war, und seine Mutter erzog die Kinder anschließend allein. Er besuchte die Liverpool Blue Coat School und wurde bereits als Teenager in seiner Heimatstadt politisch aktiv, wobei er bereits 1979 für den Sieg des Liberal Democrats Kandidaten bei einer Nachwahl zum britischen Unterhaus im Wahlkreis Liverpool Edge Hill erste Erfahrungen sammelte. Nach seinem Studium der Politik und Wirtschaftswissenschaften an der University of Liverpool begann Rennard seine berufliche Laufbahn als Funktionär der Liberal Party und war zunächst zwischen 1982 und 1984 Wahlkampfleiter von David Alton, der bei den Unterhauswahlen am 9. Juni 1983 im Wahlkreis Mossley Hill Liverpool zum Abgeordneten in das House of Commons gewählt wurde. Im Anschluss fungierte er von 1984 bis 1988 als Geschäftsführer der Liberal Party für die Region East Midlands, ehe er nach dem Zusammenschluss von Liberal Party und Social Democratic Party (SDP) zwischen 1988 und 1989 Wahlkoordinator der daraus entstandenen Social & Liberal Democrats war. Nach deren endgültigen Umbenennung in Liberal Democrats fungierte er von 1989 bis 2003 als Direktor für Wahlkämpfe und Wahlen. Es gilt als sein Verdienst, dass die Liberal Democrats die Zahl ihrer Abgeordneten im Unterhaus von 22 im Jahr 1987 auf über 60 im Jahr 2007 steigern konnten, da seine Wahlkampftaktik so effektiv war, obwohl sie von Gegnern oft als irreführend bezeichnet wurde, weil sie sich auf die lokalen Wähler einstellte und so an unterschiedlichen Orten unterschiedliche Dinge hervorgehoben wurden.
Durch ein Letters Patent vom 21. Juli 1999 wurde Rennard, der 1989 Mitglied des Order of the British Empire wurde, als Life Peer mit dem Titel Baron Rennard, of Wavertree in the County of Merseyside, in den Adelsstand erhoben. Kurz darauf erfolgte seine Einführung (Introduction) als Mitglied des House of Lords. Im Oberhaus gehört er zur Fraktion der Liberal Democrats.
Lord Rennard war zwischen 2003 und 2009 Geschäftsführer (Chief Executive) der Liberal Democrats und engagierte sich zeitweise auch als Kommunikationsdirektor der British Healthcare Trades Association. Zwischen 2009 und 2010 war er sowohl Sprecher der Fraktion der Liberal Democrats im Oberhaus für Gemeinden und Lokalverwaltung als auch für Verfassungsangelegenheiten. Seit 2011 ist er Vizepräsident der Local Government Association (LGA), die vergleichbar dem Deutschen Städte- und Gemeindebund die Interessen der Kommunalverwaltungen vertritt.

## Vorwürfe wegen sexueller Belästigung
Im Juni 2013 wurde Lord Rennard auf Grund von Vorwürfen mehrerer Frauen, die ihn der sexuellen Belästigung zwischen 2003 und 2007 beschuldigten offiziell von der Polizei in London verhört. Rennard, der die Vorwürfe entschieden zurückweist, hat entschieden für die Dauer dieser Untersuchung nicht an der Arbeit der Liberal Democrats im House of Lords teilzunehmen, um deren politische Arbeit nicht zu belasten. Eine parteiinterne Untersuchungskommission hat dabei bereits Vorwürfe gegen den Vorsitzenden Nick Clegg wegen der Art und Weise in der mit den Beschwerden gegen Rennard umgegangen wurde, erhoben. Die Polizei gab im September 2013 bekannt, dass sie die Vorwürfe gegen Lord Rennard nicht weiterverfolgen würde, da es keine hinreichenden Beweise für eine Strafverfolgung gäbe. Eine parteiinterne Untersuchung der Vorwürfe, die für die Dauer der polizeilichen Ermittlungen unterbrochen worden war, wird den Fall nun weiter untersuchen. Vorwürfe einer absichtlichen Vertuschung der Angelegenheit durch die Führung der Partei gelten dabei inzwischen aber als ungerechtfertigt, auch wenn die Art und Weise in der die Vorwürfe behandelt wurden als „unüberlegt“ bezeichnet wird.
Die parteiinterne Untersuchung ergab, dass die Vorwürfe durchaus plausibel seien, dass sie aber nicht zweifelsfrei bewiesen werden könnten. Während der Vorsitzende der Untersuchungskommission Alistair Webster QC eine Entschuldigung von Rennard sowie eine Verhaltensänderung von diesem forderte, wies sein Anwalt Lord Carlile dieses Verlangen zurück. Der Parteivorsitzende Nick Clegg nannte eine Entschuldigung als Vorbedingung für die Rückkehr Rennards in die Fraktion der Liberal Democrats im House of Lords. Chris Rennard selbst erklärte dazu in einer schriftlichen Erklärung, dass er sich nicht entschuldigen werde, da dies rechtlich gesehen einem Schuldeingeständnis gleich komme. Er entschuldige sich dafür, dass sein Verhalten missverständlich gewesen sei, was niemals seine Absicht gewesen sei. Er führte weiterhin schwere gesundheitliche Probleme an, die ihm die Vorwürfe bereitet hätten. Die Liberal Democrats beschlossen die Parteimitglied von Lord Rennard bis auf weiteres auszusetzen, um zu untersuchen, ob er der Partei geschädigt habe, was einen Parteiausschluss zur Folge haben könnte. Rennard selbst behielt sich in diesem Zusammenhang rechtliche Schritte gegen die Partei vor und machte deutlich er wolle in keinem Falle austreten. Unabhängig von der Entscheidung um die Parteimitgliedschaft ist Lord Rennards Mitgliedschaft im House of Lords, denn auch ohne Parteizugehörigkeit ist er dort weiterhin stimmberechtigtes Mitglied.